# Dinamo Doesjanbe
Dinamo Doesjanbe is een Tadzjiekse voetbalclub uit de hoofdstad Doesjanbe. De club werd opgericht in 1937 als Dinamo Stalinabad. In 1971 veranderde de stad haar naam in Doesjanbe en werd de huidige naam aangenomen. 

## Geschiedenis
De club werd al kampioen van de Tadzjiekse SSR in het oprichtingsjaar. ten tijde van de Sovjet-Unie was deze competitie een regionale competitie. In 1947 speelde de club voor het eerst in de tweede klasse van de Sovjet-Unie en werd daar groepswinnaar. In de eindronde om promotie, werden ze vijfde op zes clubs. Het volgende seizoen werden ze voorlaatste en in 1949 moest de club terug aan de slag in de regionale competitie. In 1951 en 1952 speelde de club opnieuw in de tweede klasse.
Toen Tadzjikistan onafhankelijk werd bestond de club niet meer. In 1996 werd Dinamo heropgericht en werd meteen landskampioen. In 1997-1998 nam de club deel aan de Aziatische beker voor kampioenen en versloeg in de eerste ronde het Kirgizische Metalloerg Kadamzjaj. In de tweede ronde verloren ze van het Oezbeekse Navbahor Namangan. De club speelde echter pas in 2003 opnieuw in de hoogste klasse en verdedigde zelfs de landstitel niet. De club werd elfde, maar omdat de competitie werd herleid naar tien clubs degradeerden ze. In 2007 keerden ze terug en werden achtste, in 2008 werden ze zesde. Hierna verdween de club opnieuw.

## Erelijst
Landskampioen
1996
Kampioen Tadzjiekse SSR
1937, 1949, 1950, 1951, 1953, 1955, 1958
Beker van Tadzjiekse SSR
1938, 1939, 1940, 1941, 1946, 1949, 1950, 1952, 1953, 1955, 1959, 1971